# Acanthograeffea denticulata
Acanthograeffea denticulata är en insektsart som först beskrevs av Ludwig Redtenbacher 1908.  Acanthograeffea denticulata ingår i släktet Acanthograeffea och familjen Phasmatidae. Inga underarter finns listade i Catalogue of Life.